# 藤本悠介
藤本 悠介（ふじもと ゆうすけ、1986年6月9日 - ）は、福岡県田川郡金田町（現：福智町）出身で、阿武松部屋に所属していた元大相撲力士。本名同じ。身長178cm、体重138kg。血液型はA型。自己最高位は西幕下3枚目（2012年11月場所）。

## 人物
金田町の米店で、8人兄弟の4人目として生まれ、幼少期は仕事を手伝って米袋を担いだりしていた。小学校4年次に貴闘力（元関脇）と出会ったことがきっかけとなり相撲を始めるようになり、小学生時代には既に力士になることを志していた。中学はアマチュア相撲の名門である明徳義塾中学校に進学し、相撲部に入部。中学3年次（2001年度）の全国都道府県中学生相撲選手権大会では、明徳義塾中学を優勝に導いた。中学卒業後はそのまま同高校に進学しており、同級生には栃煌山、德勝龍らがいる。
しかしプロに入門することを決意したため、1年で中退し、阿武松部屋に入門。2003年7月場所に初土俵。四股名は本名と同じで「藤本」。同期入門には德瀬川がいる。初めて番付に名前が載った翌9月場所は無傷の7連勝を記録し、序ノ口優勝。序二段に昇格した翌11月場所の4番相撲で敗れるまで10連勝を記録していた。プロ入り後1年間は負け越し知らずで番付を上げていったが、幕下を目前にした2004年9月場所で初の負け越し。以降、2年近く三段目で苦労することとなった。
2005年3月場所は5連勝として三段目の優勝争いに加わっていたが、6番相撲で幕内経験者の玉力道（現・松ヶ根）に敗れ、結局この場所は5勝2敗となった。2006年5月場所も5連勝としていたが、6番相撲で関取経験者の舞風に敗れ、この場所は6勝1敗に終わった。この2番とも、負けた相手はその場所の三段目優勝を飾っている。
2012年5月場所は東幕下20枚目で5連勝とし、幕下優勝が狙える状態であったが、6番相撲で兜岩に敗れて1敗を喫し、幕下優勝を逃した。なお、この場所は同部屋の寺下（のち丹蔵）が幕下優勝を決めている。同年11月場所は自己最高位を西幕下3枚目まで更新したが2勝5敗と負け越した。2014年11月場所限りで引退。
引退後は「Baseball MAPS」のアドバイザリースタッフを務めている。

## 主な成績
- 通算成績：249勝220敗（68場所）
- 幕下成績：143勝157敗（43場所）
- 各段優勝：序ノ口優勝1回（2003年9月場所）

| | 一月場所 初場所（東京） | 三月場所 春場所（大阪） | 五月場所 夏場所（東京） | 七月場所 名古屋場所（愛知） | 九月場所 秋場所（東京） | 十一月場所 九州場所（福岡） |
| --- | ----------------------- | ----------------------- | ----------------------- | --------------------------- | ----------------------- | --------------------------- |
| 2003年 （平成15年） | x                       | x                       | x                       | （前相撲）                  | 西序ノ口36枚目 優勝 7–0 | 西序二段28枚目 4–3          |
| 2004年 （平成16年） | 西序二段6枚目 4–3       | 西三段目88枚目 5–2      | 東三段目56枚目 5–2      | 西三段目23枚目 4–3          | 東三段目10枚目 3–4      | 東三段目26枚目 4–3          |
| 2005年 （平成17年） | 東三段目13枚目 3–4      | 西三段目29枚目 5–2      | 東三段目5枚目 2–5       | 西三段目25枚目 3–4          | 東三段目44枚目 3–4      | 東三段目59枚目 5–2          |
| 2006年 （平成18年） | 西三段目29枚目 5–2      | 東三段目3枚目 3–4       | 西三段目17枚目 6–1      | 東幕下40枚目 2–5            | 東幕下58枚目 5–2        | 東幕下39枚目 2–5            |
| 2007年 （平成19年） | 東三段目3枚目 2–5       | 東三段目31枚目 5–2      | 東三段目7枚目 5–2       | 西幕下48枚目 3–4            | 東幕下60枚目 3–4        | 東三段目16枚目 6–1          |
| 2008年 （平成20年） | 東幕下38枚目 2–5        | 東幕下56枚目 6–1        | 東幕下26枚目 4–3        | 西幕下21枚目 3–4            | 東幕下29枚目 4–3        | 東幕下22枚目 5–2            |
| 2009年 （平成21年） | 西幕下11枚目 3–4        | 西幕下17枚目 3–4        | 東幕下27枚目 1–6        | 東幕下52枚目 4–3            | 東幕下43枚目 3–4        | 東幕下51枚目 3–4            |
| 2010年 （平成22年） | 西三段目3枚目 5–2       | 西幕下47枚目 2–5        | 西三段目7枚目 5–2       | 東幕下49枚目 3–4            | 東幕下53枚目 4–3        | 西幕下45枚目 3–4            |
| 2011年 （平成23年） | 西幕下55枚目 3–4        | 八百長問題 により中止   | 東三段目4枚目 6–1       | 西幕下25枚目 4–3            | 東幕下17枚目 4–3        | 西幕下13枚目 3–4            |
| 2012年 （平成24年） | 東幕下19枚目 4–3        | 西幕下13枚目 3–4        | 東幕下20枚目 6–1        | 西幕下7枚目 2–5             | 東幕下19枚目 6–1        | 西幕下3枚目 2–5             |
| 2013年 （平成25年） | 東幕下13枚目 5–2        | 西幕下7枚目 3–4         | 東幕下11枚目 4–3        | 西幕下9枚目 2–5             | 東幕下21枚目 3–4        | 西幕下25枚目 5–2            |
| 2014年 （平成26年） | 西幕下17枚目 4–3        | 西幕下11枚目 2–5        | 西幕下24枚目 4–3        | 西幕下21枚目 1–6            | 西幕下48枚目 5–2        | 西幕下32枚目 引退 1–6–0     |
| 各欄の数字は、「勝ち-負け-休場」を示す。 優勝 引退 休場 十両 幕下 三賞：敢=敢闘賞、殊=殊勲賞、技=技能賞 その他：★=金星 番付階級：幕内 - 十両 - 幕下 - 三段目 - 序二段 - 序ノ口 幕内序列：横綱 - 大関 - 関脇 - 小結 - 前頭（「#数字」は各位内の序列） |                         |                         |                         |                             |                         |                             |

## 四股名変遷
- 藤本 悠介（ふじもと ゆうすけ） 2003年7月場所 - 2014年11月場所

## 参考資料
- 藤本悠介さん - 福智人（PDF注意）
- 「相撲」編集部編『平成二十四年度版 大相撲力士名鑑』　ベースボール・マガジン社、2012年、80頁